# Список керівників держав 106 року
Список керівників держав 106 року — перелік правителів країн світу 106 року
Список керівників держав 105 року — 106 рік — Список керівників держав 107 року — Список керівників держав за роками

## Європа
- Боспорська держава — цар Савромат I (90-123)
- Дакія — цар Децебал (87-106) з 106 року стала імперською провінцією Римська Дакія
- Ірландія
  - верховний король Туатал Техтмар (76-106)
  - верховний король Федлімід Рехтмар (104/110-113/119)
- Римська імперія
  - імператор Траян (98-116)
    - консул Луцій Цейоній Коммод (106)
    - консул Секст Веттулен Цивіка Церіал (106)
      - Нарбонська Галлія — Авл Ларцій Пріск (103—109)
      - Нижня Мезія — Луцій Фабій Юст (105—108)
      - Верхня Паннонія — Публій Метілій Сабін Непот (106—107/108)
      - Нижня Паннонія — Адріан (106/107—108)

## Азія
- Близький Схід
  - Бану Джурам (Мекка) — шейх Абд аль-Масих (76-106)
  - Велика Вірменія — цар Санатрук I (88-110)
  - Набатейське царство — цар Раббель II Сотер (70-106) з 106 року включене в римську провінцію Аравія Петреа.
  - Хим'яр — цар  Раббшамс Німран (100–110)
  - Осроена — цар Санатрук I Вірменський (91-109)
- Диньяваді — Вісу Яза (90-111)
- Іберійське царство — цар Картам (75-106) наступник Амазасп I (106-116)
- Індія
  - Кушанська імперія — цар Віма Кадфіз (105-126/7)
  - Царство Сатаваханів — магараджа Шивасваті Сатавахана (84-112)
- Китай
  - Династія Хань
    - імператор Лю Чжао (Хе-Ді) (88-106)
    - імператор Лю Лун (106)
    - імператор Лю Ху (106-125)
    - вождь племінного союзу південних сяньбі Улунь (93-120)
- Корея
  - племінний союз Кая — Суро
  - Когурьо — тхеван (король) Тхеджохо (53-146)
  - Пекче — король Кіру (77-128)
  - Сілла — ісагим (король) Пхаса (80-112)
- Персія
  - Парфія — шах Пакор II (78-110)
- Сипау (Онг Паун) — Сау Кам Монг (72-110)
- плем'я Хунну — шаньюй (вождь) Тань (98-124)
- Японія — тенно (імператор) Кейко (71-130)
  - Азія — Тиберій Юлій Цельс (105/106-106/107)
  - Каппадокія — Публій Кальвізій Рузон Юлій Фронтін (104/105-106/107)
  - Римська Сирія — Авл Корнелій Пальма Фронтоніан (104—108)
  - Юдея — Квінт Помпей Фалькон (105—107)

## Африка
- Царство Куш — цар Аманіхаліка (103-108)
  - Єгипет — Гай Вівій Максим (103—107)